# أوليفر روسو
أوليفر روسو (بالإنجليزية: Oliver Rousseau)‏ هو مهندس معماري أمريكي، ولد في 1891، وتوفي في 1977.